# Северо-Западное восстание
Северо-Западное восстание или Восстание в Саскачеване (англ. North-West Rebellion, Saskatchewan Rebellion; фр. La Rébellion du Nord-Ouest) — восстание франкоязычных канадских метисов и индейцев против англо-канадских властей под предводительством Луи Риэля в Саскачеване в 1885 году.

## Предыстория
После подавления восстания на Ред-Ривер часть франкоязычных метисов Манитобы переселилась в долину реки Саскачеван, покинув родные места от притеснений и репрессий со стороны канадских властей. На севере Саскачевана образовалось метисское сообщество с центрами в Сен-Лоране и Батоше. Исчезновение бизонов вынудило метисов отказаться от охоты и заняться сельским хозяйством, однако они вскоре столкнулись с проблемами, такими же как и в Манитобе. Число переселенцев из Онтарио, Приморских провинций и Европы стремительно увеличивалось, правительство Канады намеревалось проложить через Саскачеван железную дорогу, а земли, окружающие её, раздать железнодорожным кампаниям и вновь прибывшим колонистам.
24 марта 1884 года в Батоше состоялось общее собрание метисов, которое постановило обратиться за помощью к Луи Риэлю, проживающему в Монтане. К Риэлю была направлена делегация, во главе которой стоял Габриэль Дюмон, известный охотник на бизонов и лидер метисов Сен-Лорана. Риэль ответил согласием и 4 июня отправился в путь. 5 июля 1884 года лидер канадских метисов  прибыл в Батош. 
Он быстро организовал деятельность метисского сообщества. Луи Риэль стремился объединить франко- и англоязычных метисов, белых жителей Саскачевана и индейские племена, условия жизни которых также заметно ухудшились. К концу 1870-х годов коренное население канадских равнин было вынуждено вести полуголодное существование, так как популяция бизона была практически полностью уничтожена, а власти Канады не стремились соблюдать условия договоров с индейскими племенами. К восстанию примкнули равнинные кри, возглавляемые вождями Большим Медведем, Паундмейкером и Блуждающим Духом, а также часть ассинибойнов и равнинных оджибве. Черноногие, одни из самых воинственных индейцев Великих Равнин, повстанцев не поддержали. Католический священник и миссионер Альбер Лякомб добился от их вождей обещания воздержаться от участия в восстании.

## Ход восстания

### Сражение при Дак-Лейк
26 марта 1885 года  около 150 метисов и индейцев под командованием Габриэля Дюмона  столкнулись с отрядом конной полиции. Полицейскими руководил Лейф Ньюри Фитцрой Крозье. В ходе последующего боя полицейские были разгромлены.
В ответ на это правительство Канады направило 3000 солдат под руководством генерала Фредерика Миддлтона в район восстания.

### Разграбление Батлфорда
30 марта 1885 года группа равнинных кри, страдающая от голода, приблизилась к поселению Батлфорд. Местные жители, узнав о прибытии индейцев, бежали из города в ближайший военный пост. Кри забрали продукты и товары из заброшенных домов и складов, при этом был убит индейский агент Рэй.

### Резня при Фрог-Лейк
2 апреля 1885 года группа равнинных кри, возглавляемая Блуждающим Духом, совершила нападение на поселение вблизи Фрог-Лейк.
После победы повстанцев в сражении при Дак-Лейк, равнинные кри, страдающие от голода и возмущённые тем, что федеральное правительство не сдержало своих обещаний, решили присоединиться к восстанию. Нападавшие собрали всех белых жителей поселения в местной церкви. В результате вспыхнувшего конфликта кри убили индейского агента Томаса Куинна, а также ещё 9 человек, трое белых были взяты в плен.

### Нападение на Форт-Питт
15 апреля 1885 года около 200 воинов кри атаковали Форт-Питт. Индейцы перехватили разведывательную группу полицейских, убили констебля и ранили других. Трое полицейских были захвачены.
Окружённые полицейские, руководил которыми Фрэнсис Диккенс, сын знаменитого писателя Чарльза Диккенса, капитулировали. Большой Медведь, возглавлявший равнинных кри, отпустил полицейских, а форт сжёг. Шесть дней спустя, Фрэнсис Диккенс и его люди достигли Батлфорда.

### Битва на Фиш-Крик
24 апреля 1885 года вблизи Фиш-Крик, 200 метисов под руководством Габриэля Дюмона нанесли поражение значительно превосходящему их по численности противнику. Отряд из 900 британских солдат во главе с Фредериком Миддлтоном был вынужден отступить.

### Битва при Кат-Найф
2 мая 1885 года индейцы кри и ассинибойны, возглавляемые военным вождём кри Прекрасным Днём, разбили британских солдат в битве при Кат-Найф, недалеко от Батлфилда. 
Подполковник Уильям Диллон Оттер атаковал индейский лагерь вождя Паундмейкера. Воинов кри и ассинибойнов было в 7 раз меньше, чем солдат, но они успешно отбили атаку.

### Битва при Батоше
9 мая 1885 года войско генерала Миддлтона начало штурм Батоша, главного оплота повстанцев. Британцы имели в своём распоряжении орудие Гатлинга и пароход.
В первые три дня сражения метисы не потеряли ни одного человека, лишь на четвёртый, когда закончились боеприпасы, Миддлтон захватил Батош. Многие лидеры повстанцев сумели скрыться, бежав в США. Луи Риэль добровольно сдался федеральным властям 15 мая того же года.

### Сражение при Френчмен-Бьютт
28 мая 1885 года генерал Томас Бленд Стрендж во главе 400 солдат атаковал лагерь кри вождя Большого Медведя. Индейцы отбили атаку и одержали победу над превосходящими силами противника.

### Сражение при Лун-Лейк
3 июня 1885 года небольшой отряд конной полиции под командованием майора Сэма Стила догнал группу индейцев кри Большого Медведя. После одержанной победы в сражении при Френчмен-Бьютт индейцы направлялись на север. В результате непродолжительного боя кри освободили пленников и были вынуждены бежать, так как у них не осталось боеприпасов.
Большой Медведь сдался канадским властям 2 июля 1885 года.

## Последствия
Лидер канадских метисов Луи Риэль добровольно сдался властям после сражения при Батоше. После капитуляции метисов большинство индейцев, участвовавших в восстании, сдались в течение нескольких недель. Правительство Канады обеспечило индейцев продуктами и товарами, успокоив таким образом большинство коренного населения. Вожди равнинных кри Большой Медведь и Паундмейкер были приговорены к тюремному заключению.
Судебный процесс над Риэлем продолжался всего пять дней. Присяжные признали его виновным, но, проникшись сочувствием к нему, внесли рекомендацию о смягчении наказания, но судья Хью Ричардсон игнорировал рекомендацию и приговорил лидера повстанцев к смертной казни через повешение. 16 ноября 1885 года на площади в Реджайне приговор был приведён в исполнение. Вместе с Риэлем были повешены еще шестеро повстанцев из племени кри, в том числе и вождь Блуждающий Дух, и двое ассинибойнов. Дюмон и некоторые другие лидеры повстанцев сумели скрыться.
Строительство Канадской тихоокеанской железной дороги продолжилось и было успешно завершено.

## В кино
- «Северо-западная конная полиция» (North West Mounted Police) — режиссер Сесил Б. Демилль (США, 1940).
- «Большой Медведь» (Big Bear) — режиссер Джил Кардинал (Канада, 1998).